# Mirador de la flor
El Mirador de la Flor es un monumento ubicado en Corpus Christi, Texas, inaugurado el 6 de mayo de 1997 en honor a la cantante Selena, asesinada en 1995. Personas de todo el mundo visitan el monumento, el cual se encuentra a unas pocas millas al norte del cementerio Seaside Memorial Park, lugar en donde se encuentra sepultada la cantante.
El proyecto fue financiado en parte por el filántropo Devary "Dusty" Durrill, que aportó 600.000 dólares para su construcción.
Está ubicado en la esquina de la calle T-Head and Shoreline Boulevard y la costa, el monumento está conformado por una estatua de bronce de tamaño natural de Selena, la cual lleva una chaqueta de cuero y con un micrófono en la mano, esculpida por HW "Buddy" Tatum, un artista local. La estatua se apoya a un pilar de hormigón, mirando hacia la Bahía de Corpus Christi.
El monumento también presenta mosaicos de rosas blancas (la flor favorita de Selena), al lado norte del pilar se encuentra una gran rosa blanca y debajo una placa recordatoria. La placa dice lo siguiente:

"City of Corpus Christi

Selena Memorial

Dedicated May 25, 1997

Selena Quintanilla Perez

1971-1995

Selena was referred to as La Flor (the Flower)

and identified with La Rosa Blanca (the White Rose).

When you view La Rosa Blanca, you feel her presence nearby.

Selena's stage is now silent

Yet her persona enriched the lives of those she touched

And her music lives on."

Traducción:

"Ciudad de Corpus Christi

En memoria de Selena
Dedicado el 25 de mayo de 1997

Selena Quintanilla Pérez

1971-1995 
A Selena se la conocía como La Flor

y era identificada con La Rosa Blanca.

Al ver esta Rosa Blanca, sientes cerca su presencia.

El escenario de Selena está ahora en silencio

Sin embargo, su persona enriqueció las vidas de quienes emocionó

Y su música perdura."

En el año 2000 se colocó una barrera de acero inoxidable de 1,2 m de altura, con el fin de proteger la estatua y el pilar de la acción de la gente, que incluía mensajes de amor y apoyo a la fallecida cantante y a su familia.

## Galería

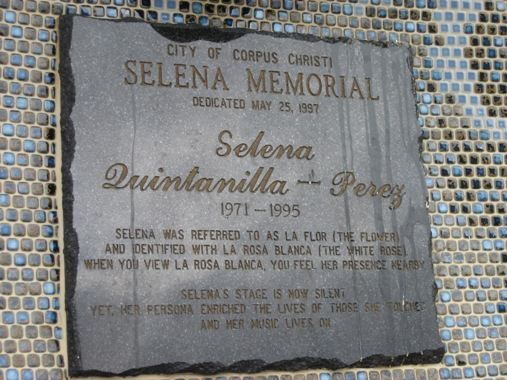
Placa conmemorativa.